# Алуцинк
Алуцинкът е сплав на цинк и алуминий с допълнителни елементи, като магнезий и мед. Първоначално алуцинковите сплави са разработени за производство на различни отливки като заместител на бронза, чугуна и алуминия. Днес те се използват за производство на лагери, както и за антикорозионно покритие на стоманена ламарина като по-трайна алтернатива на поцинковането.